# Kabulia afghana
Kabulia afghana är en insektsart som beskrevs av Willy Adolf Theodor Ramme 1928. Kabulia afghana ingår i släktet Kabulia och familjen gräshoppor. Inga underarter finns listade i Catalogue of Life.